# マッカーサー草案
マッカーサー草案（マッカーサーそうあん）またはGHQ草案（ジーエイチキューそうあん）は、1946年（昭和21年）2月12日、連合国軍最高司令官総司令部 (GHQ)により作成された日本国憲法草案である。
起草にあたってアメリカ合衆国憲法ほか世界各国の憲法が参考にされたとされる。

## 背景

### マッカーサー三原則

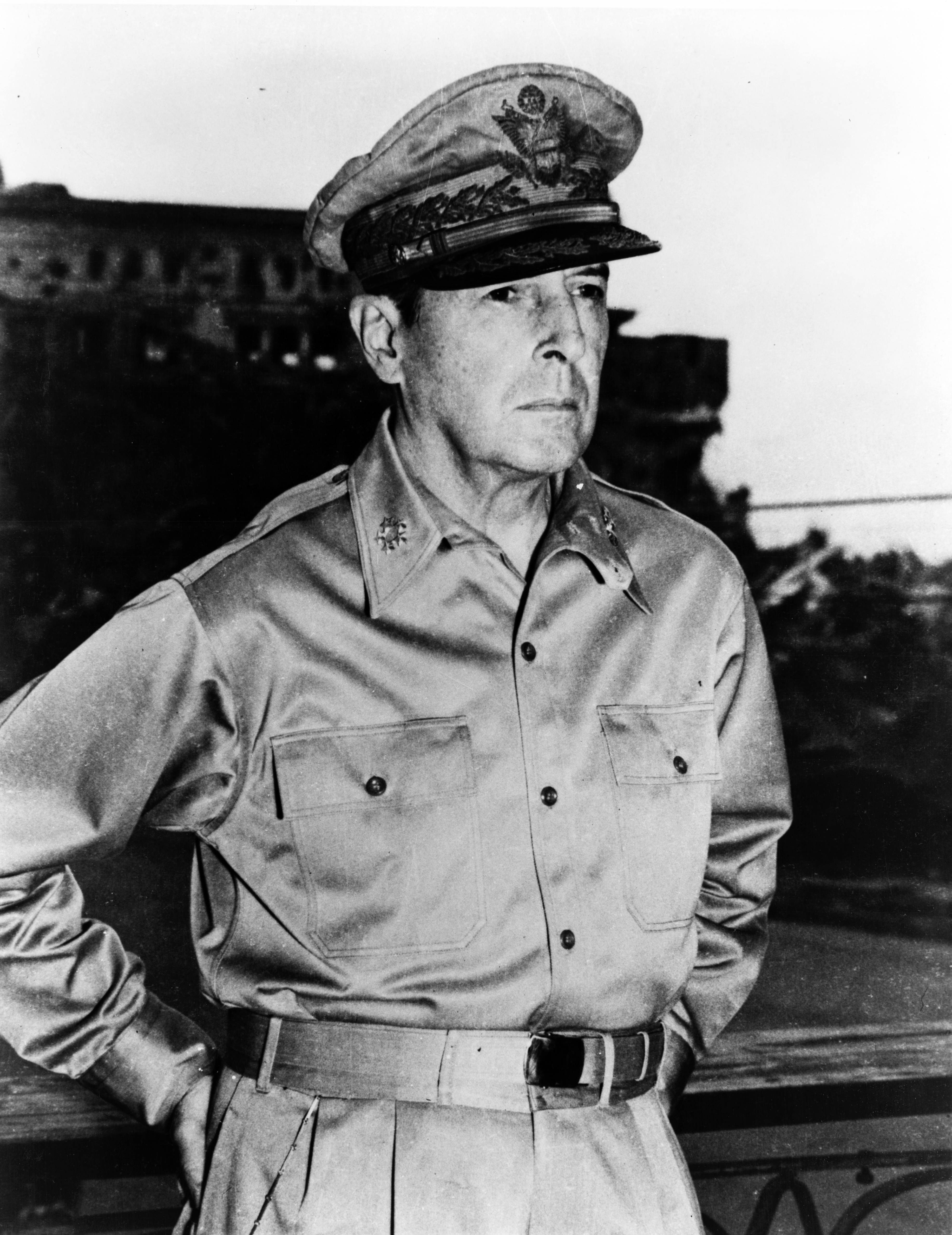
ダグラス・マッカーサー

1946年2月3日、連合国軍最高司令官ダグラス・マッカーサーは、大日本帝国憲法の改正にあたり、日本政府が極東委員会（特にソ連、オーストラリア）から天皇制の廃止を要求されることを防ぐため、憲法草案を起草する必要があると判断した。
このとき日本の憲法改正に際して守るべき三原則（マッカーサー・ノート）を、憲法草案起草の責任者コートニー・ホイットニー民政局長に示した。
この三原則を受け、総司令部民政局には、憲法草案作成のため、立法権、行政権などの分野ごとに、条文の起草を担当する8つの委員会と全体の監督と調整を担当する運営委員会が設置された。
起草にあたったホイットニー局長以下25人のうち、ホイットニーを含む4人には弁護士経験があった。しかし、憲法学を専攻した者は一人もいなかったため、日本の民間憲法草案（特に憲法研究会の「憲法草案要綱」）や、アメリカ合衆国憲法ほか世界各国の憲法が参考にされた。
民政局での昼夜を徹した作業により、2月7日以降、各委員会の試案が順次作成された。これらの試案をもとに、運営委員会との協議に付された上で原案が作成され、さらに修正が加えられた。2月10日に最終的に九十二箇条の草案にまとめられ、マッカーサーに提出された。マッカーサーは、一部修正を指示した上でこの草案を了承し、2月12日に最終的な調整作業を経た上で草案は完成した。
マッカーサーの承認を経て、2月13日に「マッカーサー草案」（GHQ草案）が日本政府に提示された。
日本政府は「マッカーサー草案」に基づき総司令部との折衝の末、4月17日に口語化と修正を加え、外国人の権利および「家庭は、人間社会の基礎であり、その伝統は、よきにつけ、悪しきにつけ、民族にしみこんでいる。」という文句などを削除し、「憲法改正草案」を発表。6月8日に枢密院が昭和天皇臨席の下にこれを可決、また8月24日に衆議院において若干の修正を加え圧倒的多数で可決、10月6日に貴族院において若干の修正を加え可決した。翌7日、衆議院は貴族院回付案を可決し帝国議会における憲法改正手続はすべて終了した。

## 憲法研究会の「憲法草案要綱」
1945年（昭和20年）12月26日、日本の民間憲法草案である憲法研究会の「憲法草案要綱」が首相官邸に提出され、検閲により2日遅れの12月28日に新聞報道された。草案はGHQにおいて直ちに英訳され、ラウエル法規課長は「この憲法草案に盛られている諸条項は、民主主義的で、賛成できるものである」とし、米国にない国民主権主義や国民投票制度などの規定については「いちじるしく自由主義的」と評価している。
翌1946年1月11日に同案をベースにして、欠けていた憲法の最高法規性、違憲法令（立法）審査権、最高裁裁判官の選任方法、刑事裁判における人権保障（人身の自由規定）、地方公務員の選挙規定等10項目の原則を追加し、憲法草案に対する所見として「ラウエル文書」が作成された。

## 現行日本国憲法との相違点
「マッカーサー草案」の原文は英語であるが、以下は昭和21年2月25日の閣議に提出された外務省による仮訳を元にしている。マッカーサー草案はアメリカ合衆国憲法を基調とするため人民中心的文体であるが、最終的に決まった日本国憲法は大日本帝国憲法からの文体を引き継ぐため、体制的・保守的文体である。

### 戦争の放棄
［マッカーサー草案］
第八条 国民ノ一主権トシテノ戦争ハ之ヲ廃止ス他ノ国民トノ紛争解決ノ手段トシテノ武力ノ威嚇又ハ使用ハ永久ニ之ヲ廃棄ス
陸軍、海軍、空軍又ハ其ノ他ノ戦力ハ決シテ許諾セラルルコト無カルヘク又交戦状態ノ権利ハ決シテ国家ニ授与セラルルコト無カルヘシ
［日本国憲法］
第9条 日本国民は、正義と秩序を基調とする国際平和を誠実に希求し、国権の発動たる戦争と、武力による威嚇又は武力の行使は、国際紛争を解決する手段としては、永久にこれを放棄する。
2 前項の目的を達するため、陸海空軍その他の戦力は、これを保持しない。国の交戦権は、これを認めない。
日本国憲法第9条第2項冒頭に「前項の目的を達するため」という文言が挿入された（芦田修正）ことで、「戦力」を「保持しない」規定が第1項の指す侵略戦争を否定するためのものであって、自衛戦争および自衛のための戦力保持までは否定しないとの解釈が可能になった。このためGHQは極東委員会からの要請として「国務大臣はすべてcivilians（文民）たることを要する」と日本政府に指示した。これによって憲法第66条に文民規定が置かれることになり、文民統制によって軍部や防衛官僚などの暴走を民主主義的政治体制によってコントロールするよう努めることが目標とされた。

### 人権規定
［マッカーサー草案］
第9条
日本国の人民は何等の干渉を受けることなく一切の基本的人権を享有する権利を有する。
［日本国憲法］
第11条
国民は、すべての基本的人権の享有を妨げられない。この憲法が国民に保障する基本的人権は、侵すことのできない永久の権利として、現在及び将来の国民に与へられる。

［マッカーサー草案］
第11条
この憲法により宣言される自由、権利及び機会は人民の不断の監視により確保されるものにして、人民はその濫用を防ぎ、常にこれを共同の福祉の為に行使する義務を有する。
［日本国憲法］
第12条
この憲法が国民に保障する自由及び権利は、国民の不断の努力によつて、これを保持しなければならない。又、国民は、これを濫用してはならないのであつて、常に公共の福祉のためにこれを利用する責任を負ふ。

［マッカーサー草案］
第13条
一切の自然人は法律上平等である。政治的、経済的又は社会的関係に於いて人種、信条、性別、社会的身分、階級又は国籍起源の如何に依り如何なる差別的待遇も許容又は黙認されることはない。
［日本国憲法］
第14条
すべて国民は、法の下に平等であつて、人種、信条、性別、社会的身分又は門地により、政治的、経済的又は社会的関係において、差別されない。

［マッカーサー草案］
第14条
人民はその政府及び皇位の終局的決定者である。彼等はその公務員を選定及び罷免する不可譲の権利を有する。
一切の公務員は全社会の奴僕にして如何なる団体の奴僕でもない。
［日本国憲法］
第15条
1.公務員を選定し、及びこれを罷免することは、国民固有の権利である。
2.すべて公務員は、全体の奉仕者であつて、一部の奉仕者ではない。
3.公務員の選挙については、成年者による普通選挙を保障する。
4.すべて選挙における投票の秘密は、これを侵してはならない。選挙人は、その選択に関し公的にも私的にも責任を問はれない。

［マッカーサー草案］
第16条
外国人は平等は法律の保護を受ける権利を有する。
この条文と同様の規定は、日本国憲法に存在しない。

マッカーサー草案は、主語に「人民/何人/自然人」という語を用い、また「外国人に対する法の平等な保護」を定める条文を設けていた。日本国憲法では「人民/何人/自然人」は「何人」を除いて「国民」と書き換えられ、「外国人に対する法の平等な保護」を直接訴える条文は無くなっている。たとえば第13条では「自然人（natural person）」を「国民（person）」に改め、英文の変更を最小限に留めながら、実際には外国人を対象から外すというテクニックを使っている。
第13条「法律上平等」が第14条「法の下の平等」に改められた。
第14条「人民」が第15条「国民固有」に改められた。また、天皇に対する法的優位を明記した「其ノ政府及皇位ノ終局的決定者」の部分が無くなった。

### 国会の構成
［マッカーサー草案］
第41条
国会は、３００人より少なからず、５００人を超えない範囲で選挙された議員により単一の院をもって構成する。
［日本国憲法］
第42条
国会は、衆議院及び参議院の両議院でこれを構成する。

マッカーサー草案では国会は一院制であった。

### 最高裁判所の違憲法令審査権
［マッカーサー草案］
第73条
1.最高法院は、最終裁判所である。法律、命令、規則又は官憲の行為の憲法上の合憲か否かを決定の問題と認めるときは、憲法第３章に基づく又は関連するあらゆる場合においては、最高法院の判決をもって最終とする。規則又は官憲の行為の憲法上の合憲か否かの決定の問題と認めるとその他のあらゆる場合において、国会は、最高法院の判決を再審することができる。
2.再審に附することができる最高法院の判決は、再審に関する手続規則を制定する。
［日本国憲法］
第81条
最高裁判所は、一切の法律、命令、規則又は処分が憲法に適合するかしないかを決定する権限を有する終審裁判所である。

国会による「最高裁判所の違憲判決」への再審手続きが削除されている。

### 地方自治
［マッカーサー草案］
第87条
首都地方、市及び町の住民は彼らの財産、事務及び政治を処理し、並びに国会の制定する法律の範囲内において、彼ら自身の憲章を作成する権利を奪われない。
［日本国憲法］
第94条
地方公共団体は、その財産を管理し、事務を処理し、及び行政を執行する権能を有し、法律の範囲内で条例を制定することができる。

「住民」が「地方公共団体」に改められている。